# 峽谷日 (亞利桑那州)
峽谷日（英語：Canyon Day）是位於美國亞利桑那州希拉縣的一個人口普查指定地區。根據2010年美國人口普查，該地人口為1209人，而該地的面積約為13.16平方千米。

## 地理
峽谷日的座標為33°47′16″N 110°01′25″W / 33.78778°N 110.02361°W，而該地最高點為海拔高度1524米（即5000英尺）。